# Xã Hudson, Quận Lenawee, Michigan
Xã Hudson (tiếng Anh: Hudson Township) là một xã thuộc quận Lenawee, tiểu bang Michigan, Hoa Kỳ. Năm 2010, dân số của xã này là 1.497 người.